# チョコルダ・グデ・ラカ・スカワティ
チョコルダ・グデ・ラカ・スカワティ（Tjokorda Gde Raka Soekawati、1899年1月15日 - 1967年）は、インドネシアの政治家。ヒンドゥー教徒。ウブドのクシャトリヤ出身で、東インドネシア国の大統領を務めた。

## 来歴

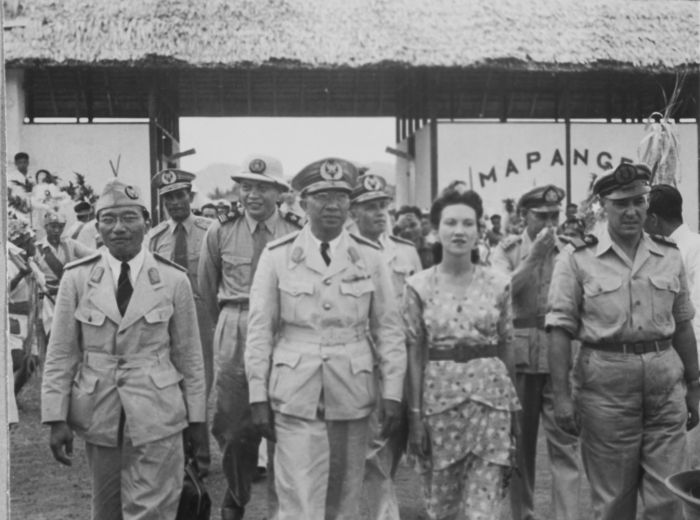
ジルベルテと共にミナハサを訪問するスカワティ（1948年）

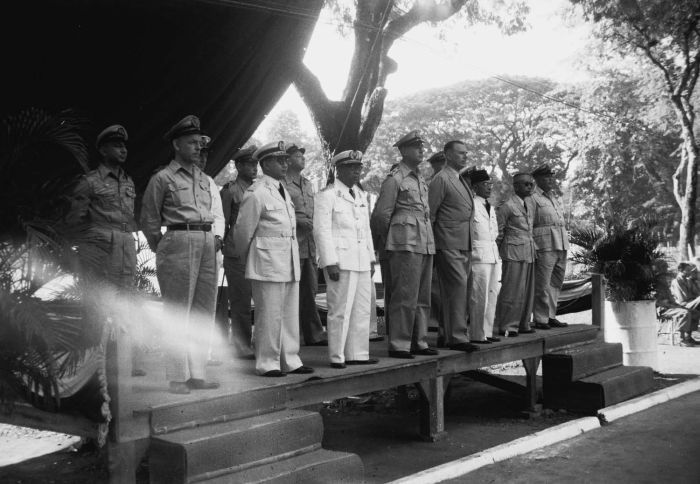
マカッサルでオランダ軍の軍事パレードを閲兵するスカワティ（1948年）

1899年にスカワティ王家の次男として生まれる。スカワティ王家はオランダの支配を認めていたためオランダ領東インドの支配層の地位を得ており、スカワティは現地人官吏養成学校で教育を受けた。1918年にバンドンの監査人になり、同年末にデンパサールに異動する。1919年に故郷ウブドに異動し、政治基盤の構築に努めた。1924年に人民評議会議員に任命され、1927年まで務めた。1931年にヨーロッパに留学し、1932年にはオランダで農業と畜産を学んだ。帰国後は農業委員会委員に就任し、バリ島・ロンボク島の農業政策に関与した。
1946年7月に開催されたマリノ会議に委員長として出席し、東インドネシア・ボルネオ島諮問委員会の委員に選出される。8月末にはマリノ会議の結論を報告するため、ポンティアナック王国スルターンハミド2世と共にオランダを訪問した。帰国後は、12月18日から24日にかけて開催されたデンパサール会議で委員長を務め、東インドネシア国の大統領に就任した。デンパサール会議の開催では、同時に東インドネシア国議会の設立も決定された。インドネシア共和国のスカルノやモハマッド・ハッタは東インドネシア国をオランダの傀儡政権と見なしており、1948年には東インドネシア国首相イデ・アナク・アグン・ゲデ・アグンがインドネシア共和国への合流を模索していた。スカワティはインドネシア独立戦争の激化の中でインドネシア東部の自立を目指すが、オランダ領東インド陸軍の協力を得られず断念している。このため、スカワティは単一国家としてのインドネシアを選択し、1950年4月21日に行われた交渉でインドネシア共和国への合流を決定し、国民の支持を受けて8月17日に共和国へ合流し、東インドネシア国を解体した。

## 家族
バリ島出身のグスティ・アグン・ニアン・プトゥと結婚し、息子チョコルダ・ヌラ・ウィム・スカワティを設けた。1933年にはフランス人のジルベルテ・ヴィンセントと結婚し、2人の息子をもうけた。